# مزيل الرائحة

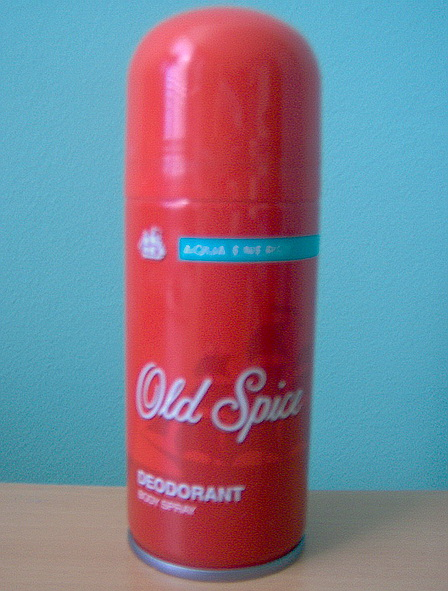
معطر الجسم (Body Spray) او مزيل رائحة الجسم (Body Mists).

يعملُ مزيل الرائحة على إزالة الرائحة الكريهة التي يُنتجها الجسم بعدما يمتزجُ العرق (الذي لا رائحة له) مع البكتيريا الموجودة على الجلد. يتمُّ ذلك من خلال مضادات الجراثيم التي تتضمنها مزيلات الرائحة والتي تعمل على الحدّ من تراكم البكتيريا، وبالتالي يتم التخلّص شيئاً فشيئًا من الرائحة النتنة. بالإضافة إلى ذلك، يحتوي مزيل العرق على توليفات عطريّة تُنتج رائحة جميلة وعطرة.

## الأنواع
هناك نوعينِ من مزيلات العرق:
- مزيل العرق
- مضاد التعرّق

## التاريخ
في القرن التاسع، اخترع زرياب مزيل العرق تحت الذراع في الأندلس. وفي عام 1888 ، أنتج مزيل العرق التجاري الأول، مام، وعلى براءة اختراع من الولايات المتحدة في فيلادلفيا، بنسلفانيا، واسم المخترع لم يعرف.

## المرجع
1. ↑  Salma Khadra Jayyusi, Manuela Marin (1994). The Legacy of Muslim Spain. Brill Publishers. ص. 117. ISBN:90-04-09599-3.